# Saint-Jean-Saverne
Saint-Jean-Saverne je občina v departmaju Bas-Rhin francoske regije Alzacija.
Leta 1990 je v občini živelo 559 oseb oz. 87 oseb/km².